# Hyde Park (Town, New York)
Hyde Park ist eine Stadt nördlich von Poughkeepsie im Nordwesten von Dutchess County im US-Bundesstaat New York. Sie ist der Geburtsort des 32. US-Präsidenten Franklin D. Roosevelt, der 1882 hier zur Welt kam. Das U.S. Census Bureau hat bei der Volkszählung 2020 eine Einwohnerzahl von 21.021 ermittelt.

## Geographie
Hyde Park liegt am Ostufer des Hudson River, etwa 150 km nördlich von New York City und etwa 120 km südlich von Albany. Die zentrale Straße durch Hyde Park ist der U.S. Highway 9. Fährt man diese Straße nach Norden, so erreicht man zuerst das Culinary Institute of America, dann das Roosevelt-Anwesen, den Ortskern von Hyde Park, das Vanderbilt Mansion und im Norden Staatsburg mit dem Mills Mansion.
Nach den Angaben des United States Census Bureaus hat die Stadt eine Fläche von 103,2 km², wovon 95,0 km² auf Land und 8,2 km² (= 7,95 %) auf Gewässer entfallen.
Die westliche Stadtgrenze wird durch den Hudson River gebildet, der gleichzeitig das Dutchess County vom Ulster County trennt. Im Süden liegt die Town of Poughkeepsie, Rhinebeck liegt nördlich der Stadt und im Osten grenzt Hyde Park an Clinton und Pleasant Valley.

## Geschichte
Das Land, auf dem Hyde Park liegt, wurde teilweise von Dr. Samual Staats aus dem Pawling-Patent herausgekauft, teilweise von Peter Fauconnier und einer Reihe New Yorker Geschäftsleute 1703 nördlich des Pawling-Patents erworben. Das Pawling-Patent war das 1695 durch Henry Pawling von den Indianern erworbene Land, das im Wesentlichen das heutige Dutchess County abdeckt.
Der Name Hyde Park entstand erst später. Dr. John Bard, der in diese Gegend zog, benannte sein Grundstück zu Ehren von Edward Hyde, Lord Cornbury, dem Gouverneur New Yorks von 1702 bis 1708. 1804 gab ein Lokalbesitzer seiner Gastwirtschaft den Namen „Hyde Park Inn“ und bewarb sich um die Poststelle. Es war zu jener Zeit nicht unüblich, dass Poststellen sich in Gastwirtschaften befanden, und damit entstand das Hyde Park Post Office. Schließlich setzte sich der Name der Poststelle als Adresse für den Ort durch und 1812 wurde der Name offiziell von Stoutenburgh in Hyde Park geändert. 1821 wurde Hyde Park aus der Town of Clinton herausgelöst und selbst zur Town erhoben. 1900 hatte die Stadt 2806 Einwohner.
Hyde Park wurde bekannt als ein Ort wohlhabender und reicher New Yorker Geschäftsleute, die sich im mittleren Hudson-Tal ansiedelten und Sommerresidenzen bauten. Die bekanntesten Gilded-Age-Villen sind für Frederick William Vanderbilt und im Vorort Staatsburg für Ogden Mills errichtet worden und heute für die Öffentlichkeit geöffnet.
1972 wurde das ursprüngliche Jesuiten-Noviziat von Saint Andrew in das Culinary Institute of America umgewandelt, das als eines der herausragenden Kochschulen Nordamerikas bekannt geworden ist und eine Reihe ausgezeichneter Restaurants beherbergt.

## Ortsteile von Hyde Park
- East Park, ein Weiler östlich des Weilers Hyde Park
- Haviland, ein Weiler im Süden des Stadtgebiets
- Hyde Park, der Weiler Hyde Park liegt am U.S. Highway 9 in Flussnähe
- Norrie Heights
- Staatsburg, ein Weiler am Hudson River im Nordwesten des Stadtgebiets
- West Park, ein Weiler westlich des Weilers Hyde Park, auf der anderen Seite des Hudson Rivers im Ulster County

## Demographie
Zum Zeitpunkt des United States Census 2000 bewohnten Hyde Park 20.851 Personen. Die Bevölkerungsdichte betrug 217,8 Personen pro km². Es gab 7704 Wohneinheiten, durchschnittlich 80,5 pro km². Die Bevölkerung bestand zu 91,02 % aus Weißen, 4,25 % Schwarzen oder African Americans, 0,20 % Native Americans, 1,39 % Asians, 0,08 % Pacific Islanders, 1,19 % gaben an, anderen Rassen anzugehören, und 1,86 % nannten zwei oder mehr Rassen. 3,23 % der Bevölkerung erklärten, Hispanos oder Latinos jeglicher Rasse zu sein.
Die Bewohner Hyde Parks verteilten sich auf 7395 Haushalte, von denen in 34,0 % Kinder unter 18 Jahren lebten. 56,7 % der Haushalte stellten Verheiratete, 10,3 % hatten einen weiblichen Haushaltsvorstand ohne Ehemann und 29,4 % bildeten keine Familien. 23,0 % der Haushalte bestanden aus Einzelpersonen und in 8,6 % aller Haushalte lebte jemand im Alter von 65 Jahren oder mehr allein. Die durchschnittliche Haushaltsgröße betrug 2,63 und die durchschnittliche Familiengröße 3,10 Personen.
Die Stadtbevölkerung verteilte sich auf 24,7 % Minderjährige, 11,2 % 18- bis 24-Jährige, 28,5 % 25- bis 44-Jährige, 23,1 % 45- bis 64-Jährige und 12,5 % im Alter von 65 Jahren oder mehr. Das Durchschnittsalter betrug 36 Jahre. Auf jeweils 100 Frauen entfielen 99,8 Männer. Bei den über 18-Jährigen entfielen auf 100 Frauen 99,0 Männer.
Das mittlere Haushaltseinkommen in Hyde Park betrug 50.870 US-Dollar und das mittlere Familieneinkommen erreichte die Höhe von 58.047 US-Dollar. Das Durchschnittseinkommen der Männer betrug 42.251 US-Dollar, gegenüber 28.176 US-Dollar bei den Frauen. Das Pro-Kopf-Einkommen in Hyde Park war 21.260 US-Dollar. 5,7 % der Bevölkerung und 4,4 % der Familien hatten ein Einkommen unterhalb der Armutsgrenze, davon waren 5,3 % der Minderjährigen und 6,0 % der Altersgruppe 65 Jahre und mehr betroffen.

## Söhne und Töchter der Stadt
- Marion Clignet (* 1964), französische Radsportlerin
- Franklin D. Roosevelt (1882–1945), 32. Präsident der Vereinigten Staaten von Amerika

## Sehenswürdigkeiten

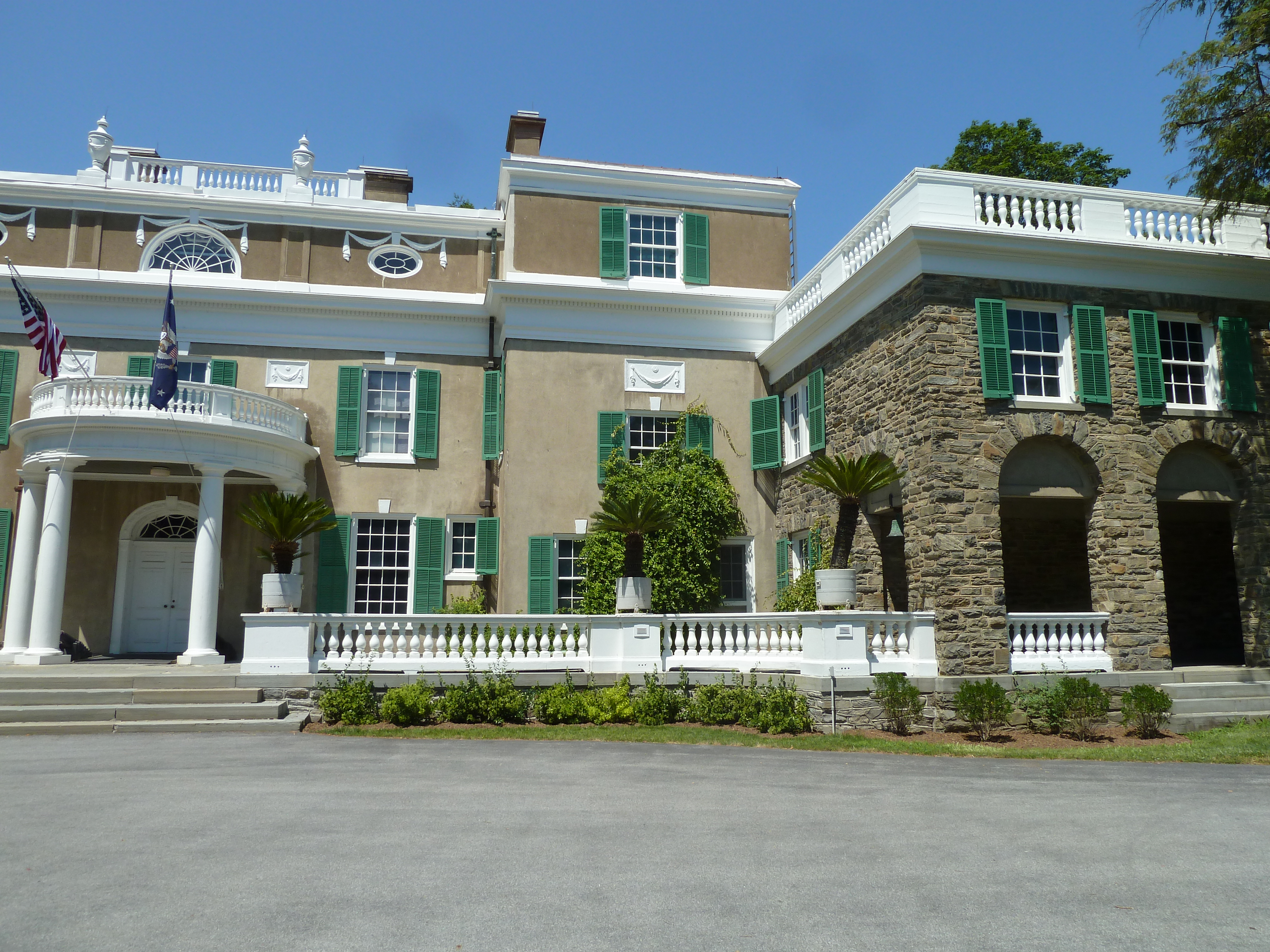
Springwood Frontfassade

Innerhalb des Stadtgebietes liegen diverse Einrichtungen, die durch den National Park Service der Öffentlichkeit zugänglich gemacht werden, etwa die Staatsparks Margaret Lewis Norrie State Park und Mills Memorial State Park sowie die Home of Franklin D. Roosevelt National Historic Site, die mit Springwood das Geburts- und lebenslange Wohnhaus des früheren Präsidenten Roosevelt enthält. Auch das Haus Val-Kill seiner Frau Eleanor kann als Eleanor Roosevelt National Historic Site besichtigt werden. Roosevelts ehemaliger Wohnsitz beherbergt ein Museum und die Präsidentenbibliothek Franklin D. Roosevelt Presidential Library and Museum, in der seine privaten Dokumente und Korrespondenzen aufbewahrt werden.
Das U.S. Post Office Hyde Park ist in das National Register of Historic Places eingetragen, ebenso wie die Hyde Park Dutch Reformed Church.